# Ермолаев, Владимир Аркадьевич
Влади́мир Арка́дьевич Ермола́ев (30 мая 1961, Душанбе) — советский и российский футболист, защитник. Мастер спорта СССР.

## Карьера

### Игрока
С 1978 по 1989 год выступал за душанбинский «Памир», в его составе стал в 1988 году победителем Первой лиги, и затем в 1989 году провёл сезон в Высшей лиге СССР. Всего за «Памир» сыграл 365 матчей (из них 19 в Высшей лиге) и забил 1 гол, был многолетним капитаном команды.
В 1990 году пополнил ряды «Кубани», провёл 10 игр, после чего перешёл в «Кубань» из Бараниковского, где затем выступал до 1993 года, сыграв за это время 56 матчей в первенстве СССР и 57 встреч, в которых забил 1 гол, в первенстве России.

### Тренера
После завершения карьеры игрока был ассистентом в тренерском штабе клуба «Славянск». Ныне[уточнить] работает детским тренером в городе Славянске-на-Кубани.

## Достижения
- Победитель Первой лиги СССР (выход в Высшую лигу): 1988